# Jan Kůrka
Jan Kůrka (* 29. května 1943 Pelhřimov) je bývalý český sportovní střelec, reprezentant Československa, olympijský vítěz, v letech 2016 až 2020 zastupitel Plzeňského kraje, od roku 2022 zastupitel města Plzeň.

## Život
Zlatý olympijský medailista z letních her v Mexiku (z malorážky Anschütz, které přezdíval Anča, nastřílel s pěti dioptriemi 598 bodů z 6x10 ran), trojnásobný bronzový medailista z mistrovství Evropy v roce 1969 a dvanáctinásobný mistr republiky. Po skončení aktivní kariéry působil jako trenér v Dukle Plzeň.
Dne 28. října 2013 ho prezident Miloš Zeman vyznamenal medailí Za zásluhy.

## Politická angažovanost

### Volby do Senátu PČR
Ve volbách do Senátu PČR v roce 2010 kandidoval za SPOZ v obvodu č. 7 – Plzeň-město. Se ziskem 1,20 % hlasů se umístil na posledním 8. místě, a nepostoupil tak do druhého kola voleb.
Ve volbách do Senátu PČR v roce 2022 kandidoval jako nestraník za hnutí SPD v obvodu č. 7 – Plzeň-město. Se ziskem 6,42 % hlasů se umístil na 6. místě a do druhého kola voleb nepostoupil.

### Komunální volby
V komunálních volbách v roce 2010 neúspěšně kandidoval do Zastupitelstva města Plzeň ze 7. místa kandidátky SPOZ. Kandidoval rovněž do Zastupitelstva městského obvodu Plzeň 2-Slovany, a to z 3. místa kandidátky SPOZ, ale nebyl zvolen.
V komunálních volbách v roce 2014 neúspěšně kandidoval do Zastupitelstva města Plzeň jako lídr kandidátky SPO.
V komunálních volbách v roce 2022 kandidoval do Zastupitelstva města Plzeň jako lídr kandidátky hnutí SPD. Mandát zastupitele města se mu podařilo získat. Kandidoval také do Zastupitelstva městského obvodu Plzeň 2-Slovany, a to z 18. místa kandidátky subjektu „Plzeň si zaslouží více!“ (tj. KSČM a nezávislí kandidáti), ale nebyl zvolen.

### Krajské volby
V krajských volbách v roce 2012 kandidoval do Zastupitelstva Plzeňského kraje z 15. místa kandidátky SPOZ, ale nebyl zvolen.
V krajských volbách v roce 2016 byl zvolen zastupitelem Plzeňského kraje, když jako člen SPO kandidoval za subjekt „Koalice Svoboda a přímá demokracie - Tomio Okamura (SPD) a Strana Práv Občanů“.
V krajských volbách v roce 2020 obhajoval post zastupitele Plzeňského kraje již jako nestraník za hnutí SPD, ale neuspěl (skončil jako první náhradník).

### Volby do Poslanecké sněmovny PČR
Ve volbách do Poslanecké sněmovny PČR v roce 2013 byl lídrem SPOZ v Plzeňském kraji, ale nebyl zvolen.
Ve volbách do Poslanecké sněmovny PČR v roce 2017 byl lídrem SPO v Plzeňském kraji, ale neuspěl.
Ve volbách do Poslanecké sněmovny PČR v roce 2021 kandidoval na 4. místě kandidátky hnutí SPD v Plzeňském kraji, ale nebyl zvolen.
Ve sněmovních volbách v roce 2025 kandiduje na 20. místě kandidátní listiny hnutí SPD v Plzeňském kraji.

### Volby do Evropského parlamentu
Ve volbách do Evropského parlamentu v květnu 2019 kandidoval jako člen SPOZ na 10. místě kandidátky hnutí BEZPEČNOST, ODPOVĚDNOST, SOLIDARITA (BOS), ale zvolen nebyl.
Ve volbách do Evropského parlamentu v červnu 2024 neúspěšně kandidoval jako nestraník za hnutí SPD na 9. místě kandidátky koalice „SPD a Trikolora“.